# Simonsenia delognei
Simonsenia delognei – gatunek okrzemek. Gatunek typowy rodzaju Simonsenia.

## Morfologia
Pancerzyki w widoku od strony pasa obwodowego prostokątne z lekko zaokrąglonymi kątami. W widoku od strony okrywy podobne do przedstawicieli rodzaju Nitzschia, lancetowate do linearno-lancetowatych ze spiczasto zaokrąglonymi, często lekko dzióbkowato wyciągniętymi końcami. Długość 7–15 μm, szerokość 1,5–2 μm. Wzdłuż krawędzi, pomiędzy oboma biegunami, widoczne są struktury przypominające fibule, które są zewnętrznymi elementami wspierającymi. Jak wszyscy przedstawiciele rodzaju Simomsenia, nie ma fibul, co wyróżnia ten rodzaj w obrębie rodziny Bacillariaceae. W rzeczywistości ten rodzaj posiada kanał rafowy przypominający skrzydełka, które połączone są z wnętrzem komórki, tak jak ma to miejsce u przedstawicieli grupy „Robustae” u Surirella. Kanał rafowy przebiega na obu okrywach w obrębie podniesionego ponad powierzchnię okrywy skrzydła, które rozciąga się pomiędzy oboma biegunami okrywy. Skrzydła usytuowane są na obu okrywach na krawędzi okrywy i na obu okrywach usytuowane są naprzeciwko siebie, a przypominają fibule ze względu na obecność pęcherzyków powietrza w kanałach skrzydłowych. W preparatach osobniki często układają się w widoku od strony pasa obwodowego, przy czym, zwłaszcza w tym położeniu, ze względu na swój delikatny pancerzyk i niewielkie rozmiary często przeoczany.

## Ekologia
Gatunek kosmopolityczny, choć nienotowany w Afryce i Ameryce Południowej i strefie międzyzwrotnikowej. Występujący zarówno w słonych jak i słodkich wodach. Także występujący w siedliskach o zmiennej wilgotności, a nawet aerofityczny. W ramach monitoringu wód dość często znajdowana w najróżniejszych typach wód, szczególnie w wodach alkalicznych w górach, zwłaszcza w strefie brzegowej, będącej pod wpływem falowania. 
W polskim wskaźniku okrzemkowym do oceny stanu ekologicznego rzek (IO) uznany za gatunek referencyjny zarówno dla rzek o podłożu węglanowym, jak i krzemianowym. Przypisano mu wartość wskaźnika trofii równą 2,9, natomiast wskaźnika saprobii 2,0, co odpowiada preferencjom do wód średnio zanieczyszczonych.

## Gatunki podobne
Gatunek ten do niedawna był jedynym znanym przedstawicielem rodzaju i ze względu na swoje specyficzne cechy w połączeniu z niewielkimi rozmiarami jest przez specjalistów uważany za trudny do pomylenia. J